# Реагенс-боца
Реагенс-боца је лабораторијска боца која се користи за чување хемикалија.
Реагенс-боца може бити градуисана. Може се затварати стакленим чепом (у том случају, на врху реагенс-боце се налази шлифовано грло) или пластичним чепом са гуменим дном (као на слици). Да не би дошло до мешања хемикалија, на чепу и на телу боце се уписује исти број.
Творац Реагенс-боце са пластичним чепом је Рој Едлмен, оснивач компаније Spectrum Medical Industries (сад Spectrum Laboratories).